# Tierney Creek
Koordinaten: 68° 38′ S, 78° 18′ O
Der Tierney Creek ist ein saisonal wasserführender Fluss in den Vestfoldbergen an der Ingrid-Christensen-Küste des ostantarktischen Prinzessin-Elisabeth-Lands. Er verbindet den Chelnok Lake mit dem Krok Lake.
Das Antarctic Names Committee of Australia benannte ihn nach dem Mediziner Trevor Tierney von der Australian Antarctic Division, der ihn als erster beschrieb.